# 曹方
曹方（1982年5月6日—），印刷社曾误印为曹芳，英文名ICY，也被歌迷稱為班长，女，雲南西雙版納人，中國大陸流行音樂歌手。

## 生平
1996年赴昆明求學，開始在樂隊參加演出。18歲開始到四川省成都市西南民族學院學習，在校期間多次參加歌唱比賽并獲獎。
2000年憑借自己的第一支創作歌曲《夕陽情歌》參加“興網首屆高校原創音樂大賽”榮獲最佳組合及最佳作詞提名獎。隨后，該歌曲很快在校園中傳唱開來。
2002年休學赴北京，擔任小柯的錄音助理。
2003年簽約鈦友文化(小柯任该公司音乐总监)。2003年9月發行個人首張專輯《黑色香水》。
2005年下半年發行單曲《滴答》、《我不在乎》，并開始首次嘗試封面設計。2005年10月創盟音樂以及鈦友文化宣布結盟，成立“創盟鈦友”音乐厂牌，同心合力打造优质创作女歌手曹方 。 2005年12月18日，“創盟鈦友”正式對外發行曹方第二張創作專輯《遇見我》。該專輯被認為是一張充滿隨性，自由“LOMO”精神的唱片。
2007年11月20日發行《比天空还远 EP》。 
2009年11月11日发行《哼一首歌 等日落》。
2010年5月9日发行《南澜掌》(首张概念义卖单曲赠海报+地图口袋书)(CD)。
2012年3月6日发行EP《浅彩虹》，2月21日预先发表其主打歌《伤心旅客》。
2015年10月26日發行專輯《WANDERLUST‧流浪癖》。

## LOMO與手繪
曹方是一名忠實的LOMO愛好者，唱片內頁中展示有其LOMO照片中的得意之作。曹方不管到那裡都隨身帶著LOMO相機，走到那裡就拍到那裡。她家中和唱片公司的墻上到處都是其LOMO作品。這些照片經過挑選與整合最終成為專輯中精美的插頁。同時喜歡手繪的曹方，而將其手繪的圖畫收錄在專輯設計中，配合其音樂。

## 作品一覽
- 在大學期間曹方創作歌曲《夕陽情歌》，
- 2003年9月發行個人首張專輯《黑色香水》
- 2004年10月21日 曹方、老狼、小柯、王箏合作作品 《想把我唱給你聽》
- 2005年下半年发行单曲《滴答》、《我不在乎》。
- 2005年12月18日，發行第二張創作專輯《遇見我》。
- 2007年11月20日發行《比天空还远 EP》。
- 2009年11月11日發行第四張專輯《哼一首歌 等日落》。
- 2010年5月9日發行《南澜掌》(首张概念义卖单曲赠海报+地图口袋书)(CD)
- 2012年推出全新唱片《浅彩虹》
- 2015年10月发行专辑《WANDERLUST·流浪癖》
- 2018年6月11日推出专辑《3170》

## 其他作品
- 《褪色》        作詞：曹方      作曲：小柯   收錄于靈感組合《靈感》同名專輯
- 《給我一天》    作詞：曹方      作曲：曹方   收錄于趙默《給我》專輯
- 《此時彼刻》    作詞：曹方      作曲：曹方   收錄于金海心《金海心》專輯
- 《深海的心》    作詞：曹方      作曲：問震   收錄于陳倩倩《異想天開》專輯
- 《親愛的你》    作詞：曹方      作曲：王曉東 收錄于周彥宏《當愛情經過的時候》專輯
- 《快樂簡單》    作詞：曹方      作曲：王曉東 收錄于周彥宏《當愛情經過的時候》專輯
- 《野生動物》    作詞：曹方      作曲：曹方   收錄于WIN組合《一切如新》專輯
- 《幸福構想》    作詞：曹方      作曲：曹方   收錄于WIN組合《一切如新》專輯
- 《一切如斯》    作詞：曹方      作曲：王曉東 收錄于WIN組合《一切如新》專輯
- 《最幸福的孩子》作詞：曹方&文雅 作曲：曹方   收錄于安又琪專輯
- 《愛就像微風》  作詞：曹方      作曲：王曉東 收錄于安又琪專輯
- 《夢想》        作詞：曹方      作曲：曹方   收錄于安又琪專輯
- 《我不明白》    作詞：曹方      作曲：王曉東 收錄于周彥宏《私人公園》專輯
- 《下一站風景》  作詞：夏贊思    作曲：曹方   收錄于秦海璐《幸福回味》專輯
- 《青蛙公主》    作詞：曹方      作曲：曹方   收錄于張含韻《我很張含韻》專輯
- 《我不怕》      作詞：曹方      作曲：曹方   收錄于楊鈺瑩新專輯（即將發行）
- 《沒情緒》      作詞：曹方      作曲：曹方   收錄于辛欣新專輯（即將發行）
- 《下一秒》      作詞：曹方      作曲：王曉東 收錄于艾雨新專輯（即將發行）
- 《江城子》      作詞：林乔      作曲：曹方 收錄于赵薇《我们都是大导演》專輯
- 《換個地方住》  作詞：曹方      作曲：黃雅莉 收錄於黃雅莉《年輪》專輯

## 外部連結
- 曹方新浪博客 （页面存档备份，存于）
- 曹方豆瓣页面 （页面存档备份，存于）
- 曹方的Facebook專頁
- 騰迅娛樂資料庫曹方個人資料
- 曹方專輯列表 部分 （页面存档备份，存于）
- 《遇见我》：曹方LOMO精神大获好评 （页面存档备份，存于）